# Hoya cordata
Hoya cordata là một loài thực vật có hoa trong họ La bố ma. Loài này được P.T.Li & S.Z.Huang mô tả khoa học đầu tiên năm 1985.